# Cratichneumon sublatus
Cratichneumon sublatus là một loài tò vò trong họ Ichneumonidae.